# Eo biển Dampier (Papua New Guinea)

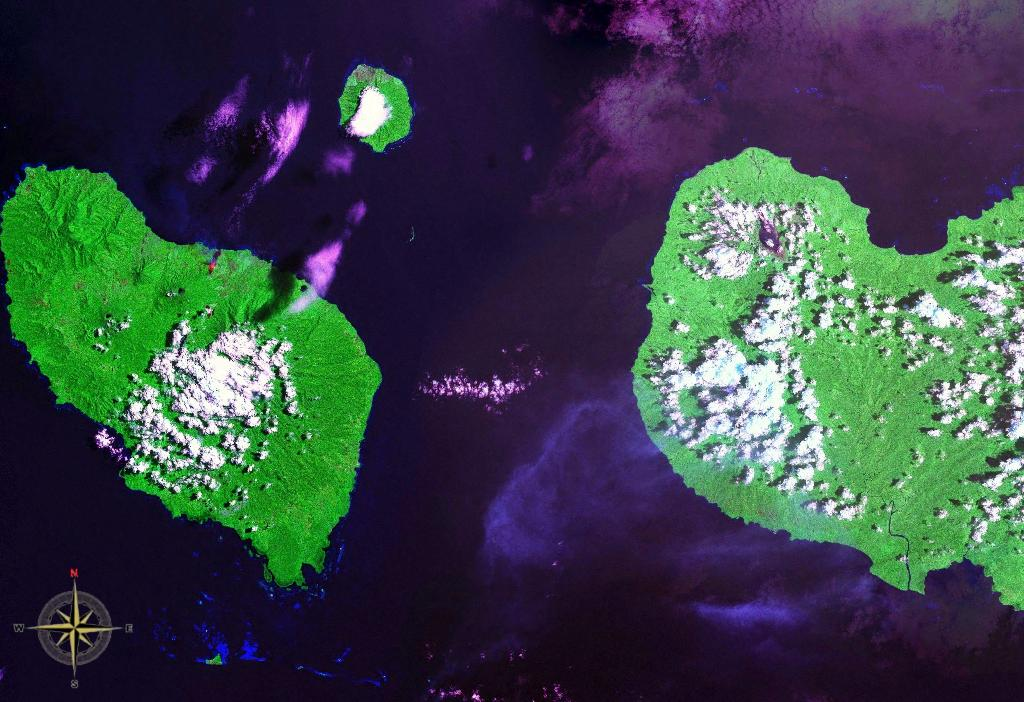
Eo biển Dampier nhìn từ vũ trụ. Phía tây là đảo Umboi và phía đông là New Britain còn phía bắc là đảo Sakar.

Eo biển Dampier tại Papua New Guinea là một eo biển nối biển Bismarck ở phía bắc với biển Solomon ở phía nam. Nó chia tách đảo Umboi ở phía tây với đảo New Britain ở phía đông. Tọa độ trung tâm của eo biển này khoảng 5°36′N 148°12′Đ / 5,6°N 148,2°Đ. Chỗ hẹp nhất của eo biển này rộng khoảng 24 km còn chiều dài khoảng 40 km.
Eo biển này được đặt tên theo người châu Âu đầu tiên đi tàu tới đây là nhà hàng hải người Anh William Dampier năm 1700 trên tàu HMS Roebuck (đóng năm 1690).